# Akane Fujita (luchadora)
Akane Fujita (en japonés: 藤田あかね, Fujita Akane) (Matsuyama, 3 de enero de 1987) es una luchadora profesional japonesa que actualmente trabaja como independiente, siendo reconocida por su paso por las promociones japonesas Ice Ribbon y Pro Wrestling Wave.

## Carrera profesional

### Circuito independiente (2013-presente)
Como luchadora y artista independiente, Fujita es conocida por competir en varias promociones de la escena independiente nipona. En la edición de 2016 del torneo Tag League the Best de JWP Joshi Puroresu, formó equipo con Leon en un esfuerzo perdedor contra Konami y Syuri en el combate de primera ronda. En Oz Academy Disorder, el 28 de mayo de 2017, Fujita formó equipo con Hamuko Hoshi en un esfuerzo perdedor contra Aja Kong y Yoshiko. En la séptima velada de la edición 2018 del Fire Festival, dentro del Pro Wrestling ZERO1, celebrado el 22 de julio, Fujita desafió a Risa Sera, Yoshiko y Nanae Takahashi por el Campeonato Blast Queen (o "Reina Explosiva").
En SEAdLINNNG Yokohama Flash!, un evento promovido por Seadlinnng el 24 de noviembre de 2018, hizo equipo con su compañero de High Voltage Ryo Mizunami y Nanae Takahashi en un esfuerzo para tratar de vencer contra Borderless (Rina Yamashita y Yoshiko). En BJW Pissari Festival, un evento promovido por Big Japan Pro Wrestling y celebrado el 16 de octubre de 2021, donde trabajó como talento femenino, cayó ante Maya Yukihi. En GLEAT G PROWRESTLING Ver. 10, un evento promovido por Gleat el 26 de noviembre de 2021, hizo equipo con Michiko Miyagi para derrotar a Thekla y Yappy.

### Ice Ribbon (2013-presente)
Fujita pasó la mayor parte de su carrera compitiendo en Ice Ribbon. Hizo su debut en la lucha libre profesional en New Ice Ribbon #469 el 22 de mayo de 2013, en un combate de exhibición en el que fue en un empate de tiempo límite contra Kurumi. En New Ice Ribbon #960 el 11 de mayo de 2019, Fujita se asoció con Rina Yamashita para desafiar sin éxito a Azure Revolution (Maya Yukihi y Risa Sera) por el International Ribbon Tag Team Championship.
En el New Ice Ribbon #1013 RibbonMania del 31 de diciembre de 2019, Fujita compitió en el gauntlet match de retiro de Tequila Saya de 45 personas que también involucró a oponentes notables como Cherry, Hamuko Hoshi, Kaori Yoneyama, Ken Ohka, Manami Toyota, Matsuya Uno, Syuri, Miyako Matsumoto y muchos otros. En el Ice Ribbon Risa Sera's 5th Produced Show, del 24 de octubre de 2020, Fujita desafió sin éxito a la poseedora del título Risa Sera, Itsuki Aoki, Minoru Fujita, Takashi Sasaki, Takayuki Ueki, Toshiyuki Sakuda y Yuko Miyamoto en un combate hardcore por el Campeonato FantastICE. En el New Ice Ribbon #1142 del 28 de agosto de 2021, Fujita desafió sin éxito a Tsukasa Fujimoto por el Campeonato ICE Cross Infinity.
Fujita participó en varios eventos crossover celebrados por Ice Ribbon en colaboración con varias promociones. En Ice Ribbon Vs. Shinjuku 2-chome, un evento producido junto a Wrestling of Darkness 666 el 8 de noviembre de 2020, Fujita compitió en dos combates de battle royal, uno en el show de la tarde en el que se enfrentó a Shinobu Sugawara, Masashi Takeda, Maika Ozaki, Suzu Suzuki y otros. En el show de la noche repitió senda battle royal con los mismos contrincantes. En el Ice Ribbon & Actwres girl'Z Joint Show, que tuvo lugar el 16 de noviembre de 2020, desafió sin éxito a Miyuki Takase por el Campeonato AgZ.

### Pro Wrestling Wave (2015-2020)
Fujita también es conocida por competir en la Pro Wrestling Wave para la que hizo apariciones esporádicas. En el WAVE Nagoya WAVE ~Kin Orca~ Vol. 11, celebrado el 29 de mayo de 2016, compitió en un combate con la regla two-count rule match en el que formó equipo con Hiroe Nagahama y Asuka en un esfuerzo perdedor contra Ayako Hamada, Yumi Ohka y Yuu Yamagata. En Catch the Wave 2017 ~ Scramble, el 3 de mayo, formó equipo con Natsu Sumire para desafiar sin éxito a Yuki Miyazaki y Yumi Ohka por el Wave Tag Team Championship. También compitió en el Young Catch the Wave Block de 2016 donde se enfrentó a Hiroe Nagahama, Sumire Natsu y Mari An, consiguiendo un total de dos puntos.

### World Wonder Ring Stardom (2022-presente)
Fujita se alineó con Suzu Suzuki, Risa Sera, Hiragi Kurumi y Mochi Miyagi en el stable Prominence a finales de 2021 después de que su contrato con Ice Ribbon expirara, dejándolas entonces como luchadoras independientes. Miyagi y el resto del stable hicieron su primera aparición en el primer evento pay-per-view de World Wonder Ring Stardom de 2022, el Stardom Nagoya Supreme Fight del 29 de enero donde eligieron un combate con el stable Donna Del Mondo.

## Campeonatos y logros
- Ice Ribbon
  - FantastICE Championship (1 vez)[21]
  - Triangle Ribbon Championship (1 vez)[22]
  - Kizuna Tournament (2019)

- Otros títulos
  - WUW World Underground Wrestling Women's Championship (1 vez)